# Georg von Frundsberg
Georg von Frundsberg, geboren op 24 september 1473 op kasteel Mindelburg te Mindelheim, in het huidige Beieren, aldaar ook overleden op 20 augustus 1528, was een Duits edelman en een belangrijk aanvoerder van een uit Duitse landsknechten samengesteld huurlingenleger.
Von Frundsberg streed met name aan de zijde van Keizer Maximiliaan I en later diens kleinzoon Keizer Karel V in de Italiaanse Oorlogen tegen de troepen van koning Frans I van Frankrijk.

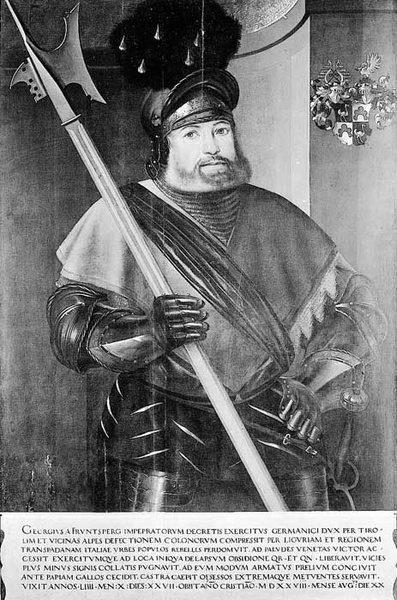
Portret van Georg von Frundsberg (postuum)
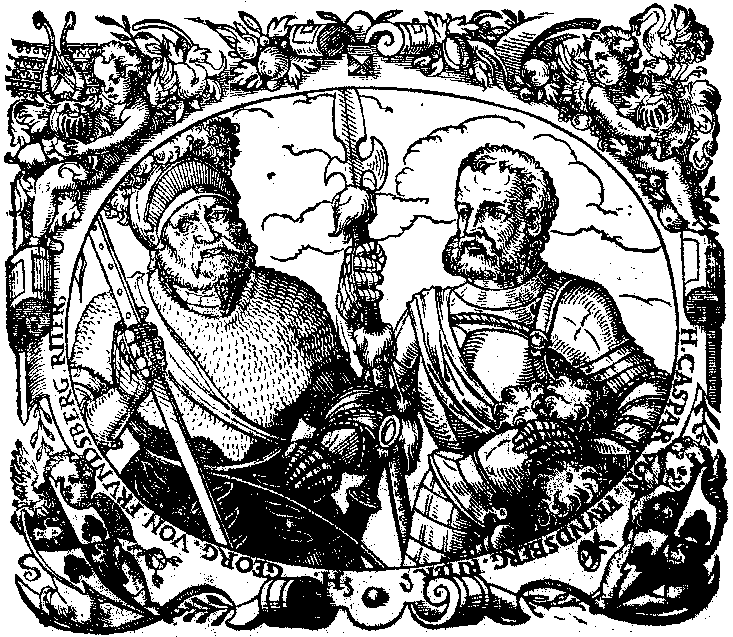
Afbeelding van Georg von Frundsberg (links) en zijn zoon Caspar
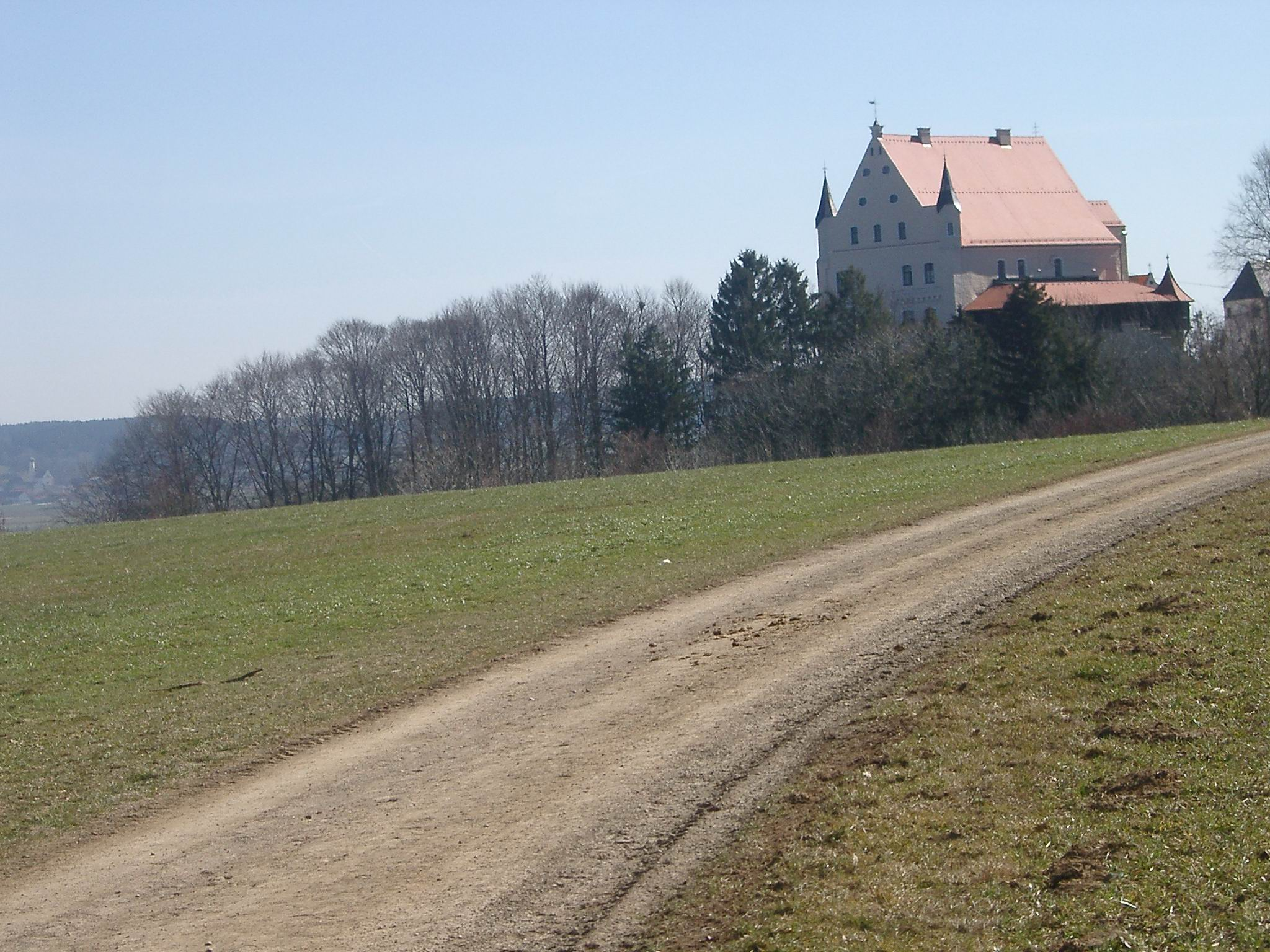
Kasteel Mindelburg te Mindelheim

## Levensloop en carrière
Georg von Frundsberg stamt uit een adellijke familie, die oorspronkelijk uit Schwaz in Tirol kwam en kasteel Mindelburg te Mindelheim in 1467 had verkregen.
Reeds in 1492 begeleidde hij zijn vader op een veldtocht, maar er volgde geen gevecht, daar de tegenstander met een vredesverdrag instemde. In 1499 deed Georg zijn eerste gevechtservaring op tijdens een korte (verloren) oorlog tussen Habsburgse en Zwitserse troepen. Mogelijk, maar niet zeker, heeft Von Frundsberg de zware nederlaag van de Habsburgers in deze Schwabenkrieg bij Dornach, op 22 juli, meegemaakt. Nog in 1499 was hij voor het eerst aanvoerder van een leger, voor het Heilige Roomse Rijk. Tevergeefs werd geprobeerd, Ludovico Sforza, hertog van Milaan, tegen de troepen van Frankrijk te beschermen.
Door deze nederlagen zag Von Frundsberg in, dat de tijd van de geharnaste cavalerie, in de strijd tegen goed bewapende en getrainde infanterie, voorbij was. Hij was intussen door Keizer Maximiliaan I tot Feldhauptmann in Tirol benoemd, en voortaan volgde hij de Zwitserse tactiek na, die neerkwam op het inzetten van piekeniers.

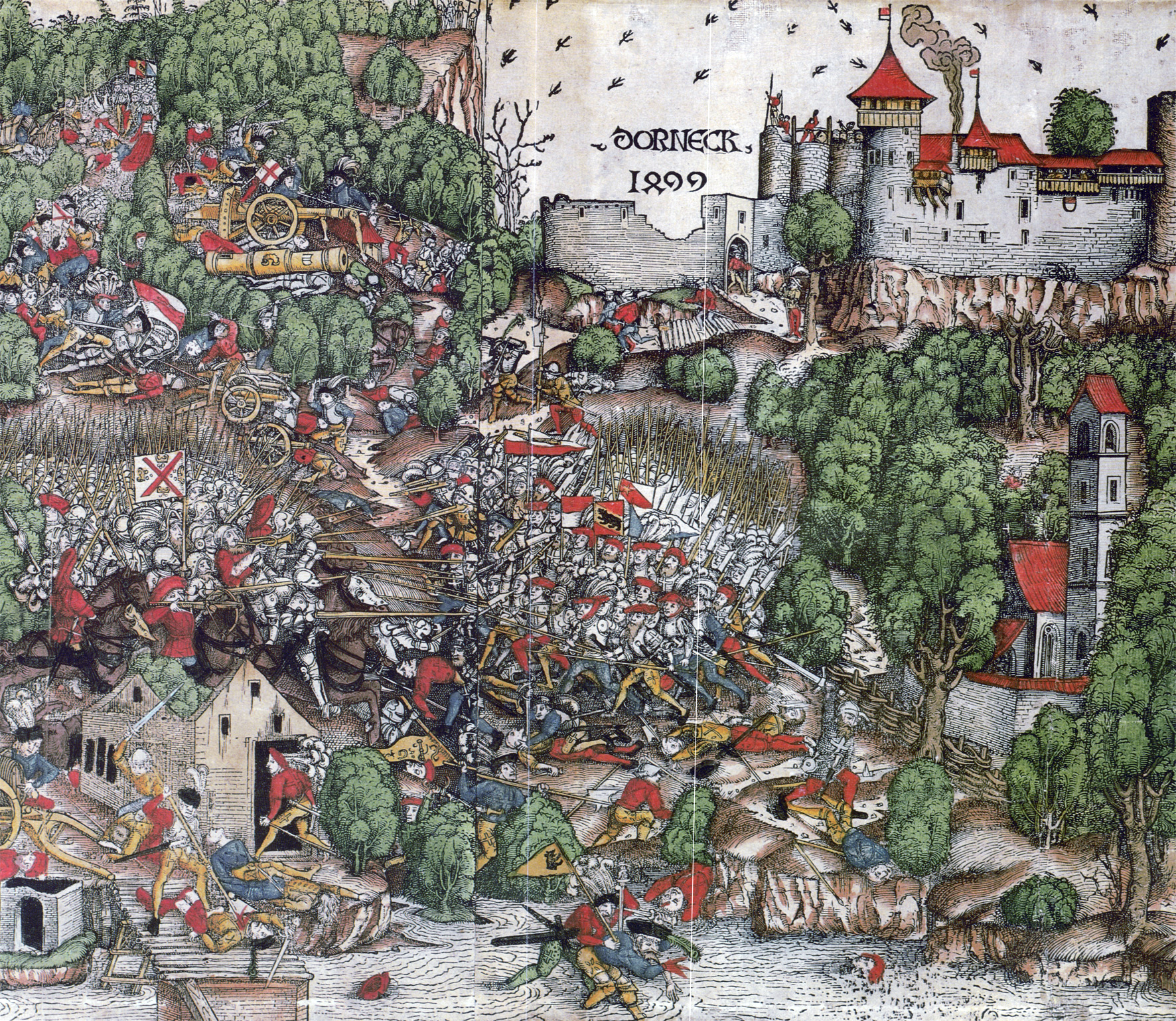
Slag bij Dornach (CH) 22 juli 1499. Links de uiteindelijk zegevierende Zwitserse landsknechten (piekeniers).
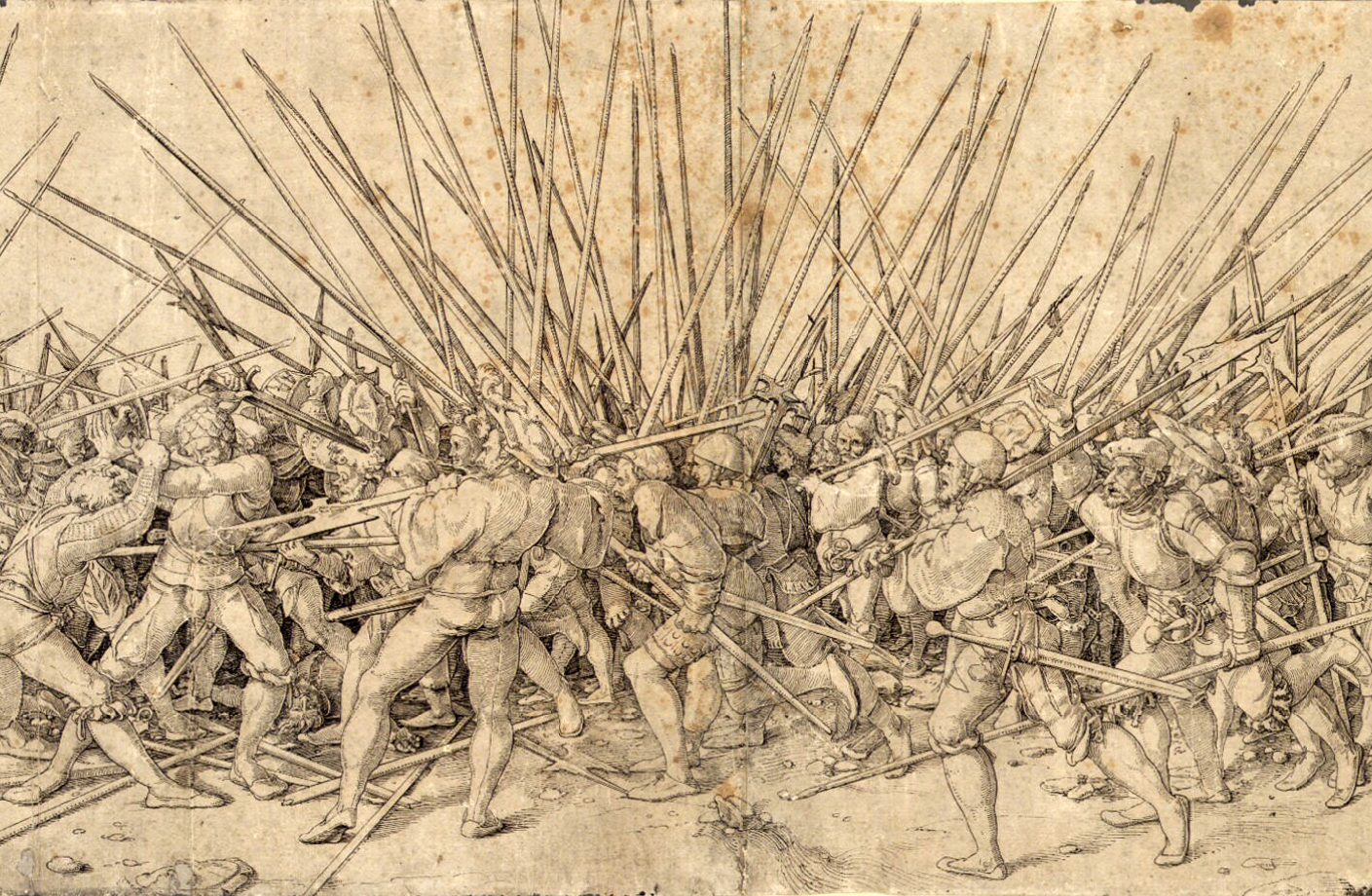
Pekeniers tijdens de Italiaanse Oorlogen (van Hans Holbein de Jonge)

Piekeniers vochten met een piek, een tot wel 5 meter lange spies, waarmee deze strijders vijandelijke ruiters konden afweren, o.a. door hun paarden ermee te doorsteken.
Zij streden vooraan in de rijen van het voetvolk, vaak in een tot wel tien rijen piekeniers diepe, vierkante of rechthoekige eenheid, een zogenaamde Geviert- of Gewalthaufen.
Von Frundsberg schreef over oorlogstactiek ook enkele boekjes, waarvan Der treue Rat het bekendste werd. In dit werk propageerde Von Frundsberg het tegelijk over een zeer breed front oprukken, teneinde zoveel mogelijk strijders tegelijk tegen de vijand te laten vechten.
In 1504 nam Georg von Frundsberg in dienst van keizer Maximiliaan I met succes deel aan de Landshuter Successieoorlog; zijn goed gedrilde mannen uit Memmingen hadden een groot aandeel in de keizerlijke overwinning in een slag op 12 september 1504 bij Wenzenbach. De keizer had Von Frundsberg begin 1504 al tot ridder geslagen. In 1513 behaalde Von Frundsberg in de slag bij Creazzo, ook wel Slag van La Motta genoemd, de zege op een numeriek viermaal zo sterk leger van de Republiek Venetië.
Von Frundsberg zag ook wel eens in, dat een gevecht tegen een overmacht zinloos kon zijn. In september 1521 verkoos hij nabij Valenciennes een terugtocht boven een zinloos gevecht tegen Frankrijk.
In de Italiaanse Oorlogen behaalden Von Frundsberg en zijn mannen hun grootste krijgsroem. Overwinningen in de slag bij Bicocca (27 april 1522), tegen eveneens geharde Zwitserse landsknechten, die na de slag het Franse leger in de steek lieten, in de Slag bij Pavia (1525), en eind 1526 bij Brescia, werden legendarisch.
Echter begin 1527 trof Von Frundsberg het noodlot van de huurlingenleider. Nabij Bologna kwamen zijn mannen tegen hem in opstand, daar de huurlingen al wekenlang geen soldij meer hadden ontvangen. Keizer Karel V betaalde zijn troepen niet. Von Frundsberg had de problemen enige tijd voor zich uit kunnen schuiven, door de soldaten uit eigen zak te betalen, o.a. door zijn kostbare familiezilver te verpanden. De mannen, overwegend protestants, bleven , omdat zij hoopten, het katholieke bolwerk Rome te mogen plunderen. Er was echter sprake, dat een vrede tussen Karel V en paus Clemens VII in de maak was; op 16 maart 1527 verschenen de soldaten, zwaaiend met hun pieken, voor Von Frundsbergs tent. Bij een poging, hen te kalmeren werd de reeds 53-jarige en lichamelijk bijna uitgeputte Von Frundsberg onwel, vermoedelijk door een beroerte. De geschrokken soldaten kwamen voor korte tijd weer tot bezinning, maar toen Von Frundsberg via diverse lazaretten het strijdtoneel had verlaten, kwam het in mei alsnog tot de beruchte Sacco di Roma.
Georg von Frundsberg keerde ziek terug naar zijn geboortekasteel te Mindelheim; nadat hij in januari 1528 ook nog het overlijdensbericht van zijn zoon Melchior had vernomen, en geen uitzicht kreeg op een financiële tegemoetkoming van Karel V, stierf hij in augustus van datzelfde jaar.

## Familie
Georg von Frundsberg trouwde in 1500 met Katharina von Schrofenstein (die in 1517 of 1518 overleed). Uit dit huwelijk werd een in 1554 overleden dochter, Anna, geboren, en twee zoons:
- Melchior (1507-1528); deze was in 1524-25 korte tijd geestelijke, maar streed als kapitein in het leger van zijn vader in 1526-27, en nam deel aan de Sacco di Roma in 1527. Melchior overleefde het strijdgewoel, maar kreeg in januari 1528 de pest en overleed daaraan.
- Kaspar (1501-1536); ook hij streed mee in het door zijn vader aangevoerde leger. Kaspar onderscheidde zich tijdens de Slag bij Pavia (1525). In tegenstelling tot zijn vader, verkreeg hij een financiële tegemoetkoming, waarmee hij de door Georg gemaakte schulden, met de bezittingen te Mindelheim als onderpand, ten dele kon aflossen. Kaspar bleef een trouw dienaar van keizer Karel V. In 1536 zou hij met een leger naar Italië tegen de Franse koning Frans I optrekken. Bij de voorbereidingen voor deze veldtocht werd Kaspar ernstig ziek en overleed, vermoedelijk aan een beroerte.

Von Frundsberg ging in september 1519 nog een tweede huwelijk aan; zijn tweede vrouw, Anna von Lodron, schonk hem één dochter, Siguna.

## Legendes
Von Frundsberg werd al spoedig na zijn dood een min of meer legendarische figuur, over wie veel anekdotes bestaan.
Hij had de gewoonte, zijn mannen met zoon of broeder aan te spreken. Daaraan heeft hij de eretitel vader der landsknechten overgehouden.
Aan hem toegeschreven spreuken of gevleugelde woorden zijn o.a.:
- Viel Feind', viel Ehr'! (vele vijanden, veel eer!): tegen een vijandelijke overmacht zegevieren, is extra eervol. In 1513 versloeg Von Frundsberg met zijn mannen bij Creazzo in de Slag van La Motta een numeriek viermaal zo sterk leger van de Republiek Venetië. Bij die gelegenheid heeft Von Frundsberg dit gezegd; het is zijn motto tijdens latere veldslagen geworden.
- Mönchlein, Mönchlein, du gehst einen schweren Gang! (monnikje, monnikje, je gaat het moeilijk krijgen!): Von Frundsberg zou dit in 1521 bij de Rijksdag van Worms tegen Maarten Luther gezegd hebben. Waarschijnlijk heeft Von Frundsberg in de laatste jaren van zijn leven de Reformatie gevolgd en is als lutheraan gestorven.
- meine ehrlichste Kriegstat: de terugtocht voor de Fransen bij Valenciennes in 1521.
- Drei Dinge sollten jedermann vom Krieg abschrecken: Die Verderbung und Unterdrückung der armen, unschuldigen Leute, das unordentliche und sträfliche Leben der Kriegsknechte und die Undankbarkeit der Fürsten. (Drie zaken zouden iedereen ervoor moeten doen terugdeinzen, oorlog te voeren: de ellende en onderdrukking van arme, onschuldige mensen; het ordeloze en misdadige leven van de krijgsknechten; en de ondankbaarheid van de vorsten): deze woorden worden aan Von Frundsberg toegeschreven kort vóór zijn dood.

## Eerbetoon

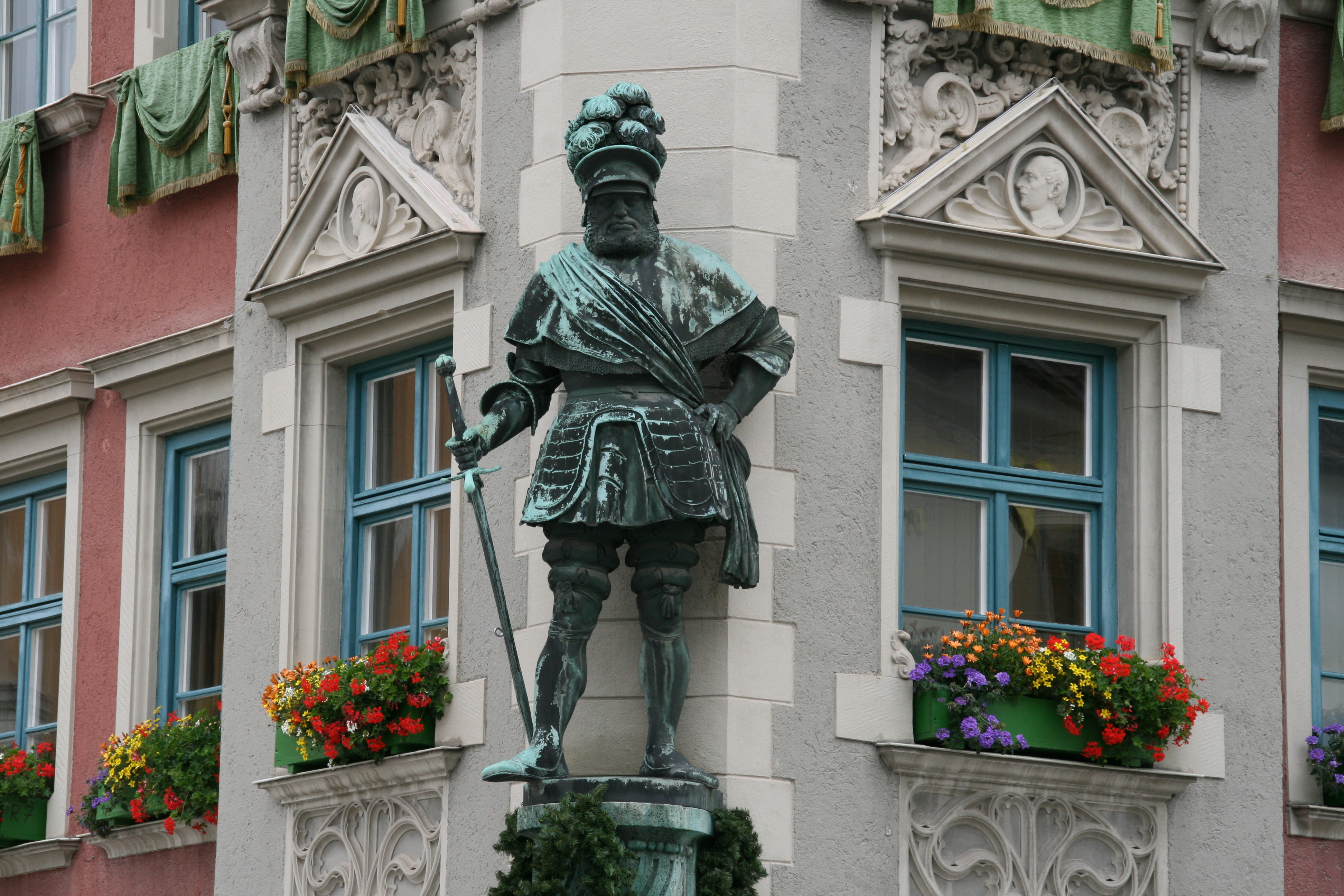
Standbeeld van Georg von Frundsberg te Mindelheim
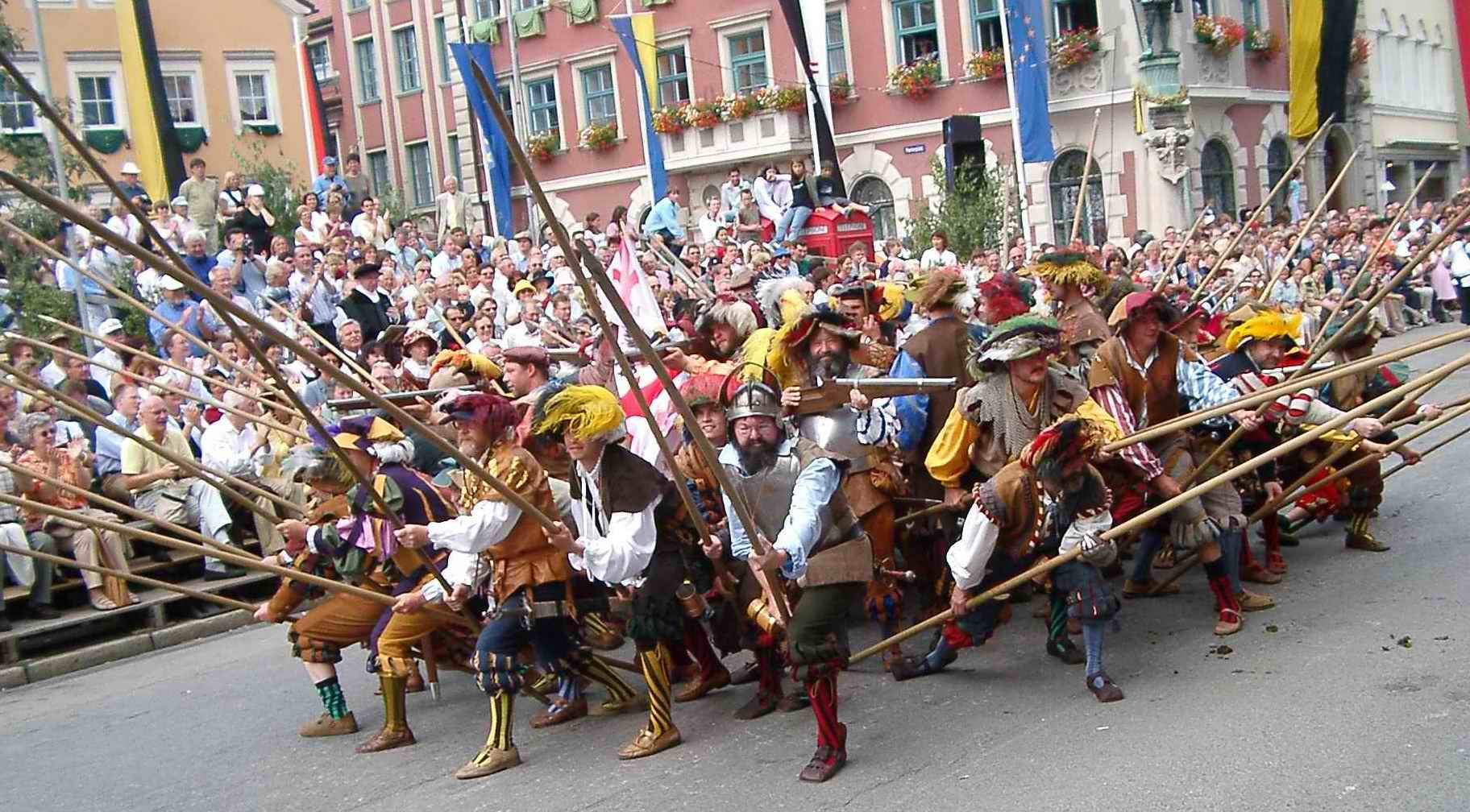
Historische piekeniersoptocht tijdens het Frundsbergfest te Mindelheim

- Voor het stadhuis van Georg von Frundsbergs geboorteplaats Mindelheim staat een standbeeld van hem.
- In 1866 werd in het Heeresgeschichtliches Museum te Wenen een levensgroot, marmeren standbeeld van Von Frundsberg geplaatst.
- In het monument Walhalla is een borstbeeld van hem geplaatst.
- In enkele Duitse en Oostenrijkse steden zijn straten naar hem genoemd, o.a. te München, Tübingen en Innsbruck.
- In Mindelheim vindt elke drie jaar een elf dagen durend, aan Von Frundsberg herinnerend, historisch festival plaats, het Frundsberg-Fest.
- Een meer sinistere herinnering aan Von Frundsberg kwam in de nazi-tijd in Duitsland tot stand. Adolf Hitler liet in januari 1943 een eenheid van de SS naar hem vernoemen. Deze 10. SS-Panzer-Division Frundsberg heeft nog aan Duitse zijde gevochten in de Slag om Arnhem (1944).
- In de late 19e en de vroege 20e eeuw ontstonden enkele naar Von Frundsberg genoemde studentencorpora, o.a. te Schwaz, Oostenrijk.

- Bibliothèque nationale de France: cb12135225b (data)
- Gemeinsame Normdatei: 118536524
- International Standard Name Identifier: 0000 0000 6125 2974
- Library of Congress Control Number: n85091053
- Réseau des bibliothèques de Suisse occidentale: 02-A013435303
- Système universitaire de documentation: 08595702X
- Virtual International Authority File: 61581496
- WorldCat: E39PBJvCQ3tYfmrgFYfMrWYQMP